# Vernonieae
Vernonieae ist eine Tribus in der Pflanzenfamilie der Korbblütler (Asteraceae). Die Gesamtverbreitung der Tribus ist fast weltweit, überwiegend in tropischen bis warmen Gebieten.

## Beschreibung

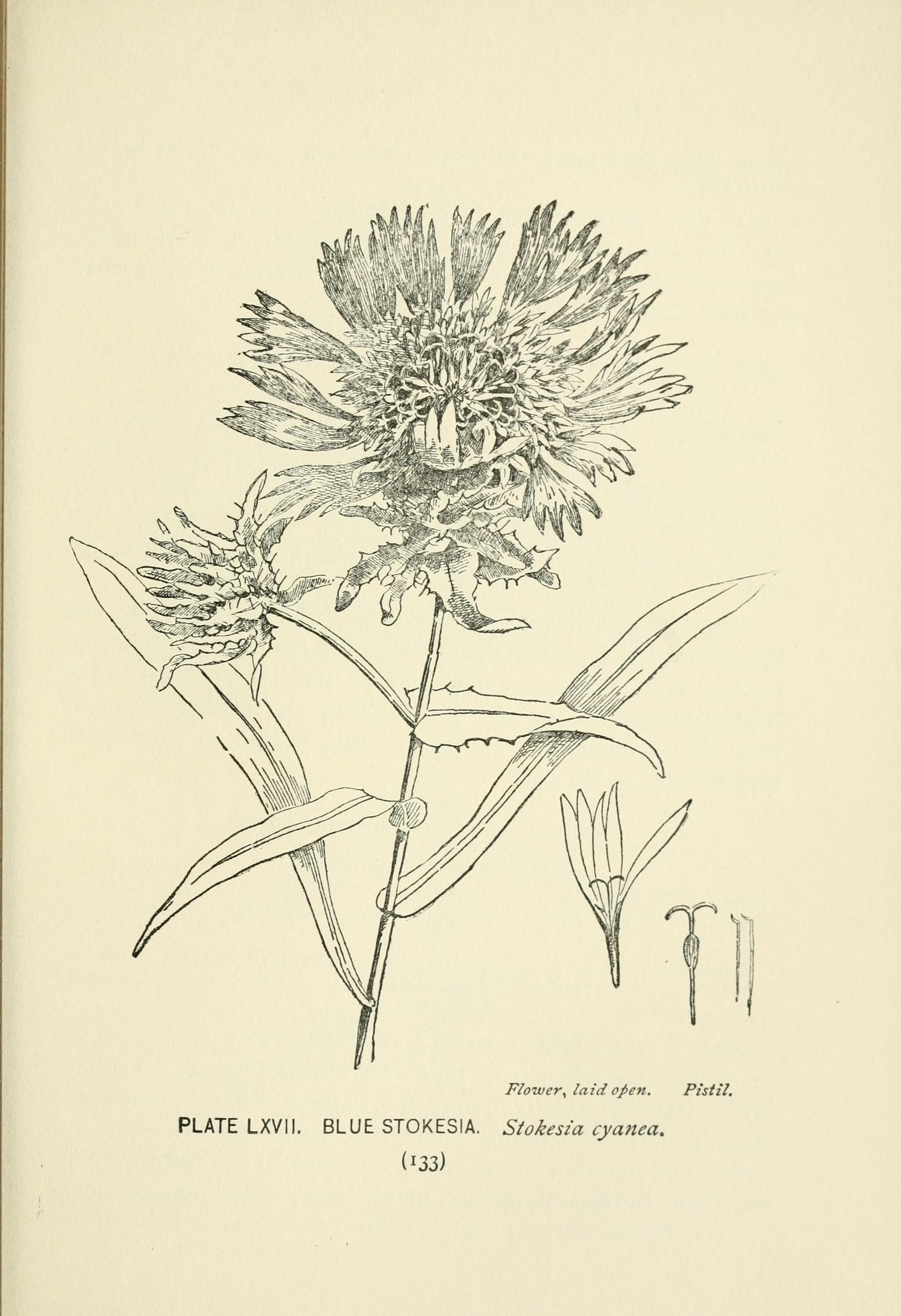
Illustration aus A guide to the wild flowers, Seite 133, Tafel LXVII von Stokesia laevis

### Vegetative Merkmale
Die Arten der Tribus Vernonieae sind krautige Pflanzen: ein-, zweijährige oder ausdauernde krautige; oder verholzende Pflanzen: Halbsträucher, Sträucher, selten Bäume oder Lianen. Die im tropischen Asien heimische Vernonia arborea wächst als Baum mit Wuchshöhen von 20 bis zu 33 Metern.
Die meist wechselständig und in grundständigen Rosetten oder am Stängel verteilt angeordneten Laubblätter sind überwiegend ungestielt. Die Blattspreite ist meist einfach oft mit mehr oder weniger gezähnten, selten glatt oder gelappten Blattrand; nur selten ist sie geteilt.

### Generative Merkmale
In doldentraubigen bis rispigen Gesamtblütenständen stehen körbchenförmigen Teilblütenstände zusammen. Die Kronblätter sind zu einer Röhre verwachsen. Diese hat fünf Kronzipfel, woran man gut erkennen kann, dass die Kronröhre aus fünf Kronblättern gebildet wird. Die Kronblätter sind normalerweise violett oder rosafarben, selten weiß, aber nie gelb.
Die Achänen besitzen einen beständigen Pappus, der zwei Reihen von Schuppen oder Borsten hat.

## Systematik und botanische Geschichte
Die Tribus Vernonieae wurde im März 1819 durch Alexandre Henri Gabriel de Cassini in Journal de Physique, de Chimie, d'Histoire Naturelle et des Arts, Band 88, Seite 203–204 aufgestellt. Typusgattung ist Vernonia Schreb. Der Name der Typusgattung Vernonia wurde wahrscheinlich zu Ehren des englischen Pflanzensammlers William Vernon gewählt, der im 17. und 18. Jahrhundert lebte.
Zur Tribus Vernonieae gehören nach Harold Ernest Robinson 1999 100 bis 140 Gattungen mit etwa 1300 Arten. Nach früherer Auffassung der Gattungen gehörten 80 % der Arten zur Gattung Vernonia. Nach Auswertung molekulargenetischen Daten sind nur noch etwa 20 neuweltliche Arten in der Gattung Scheinastern (Vernonia s. str.). Die vielen Bearbeitungen dieser Verwandtschaftsgruppe sind in dieser Darstellung hier noch nicht berücksichtigt.

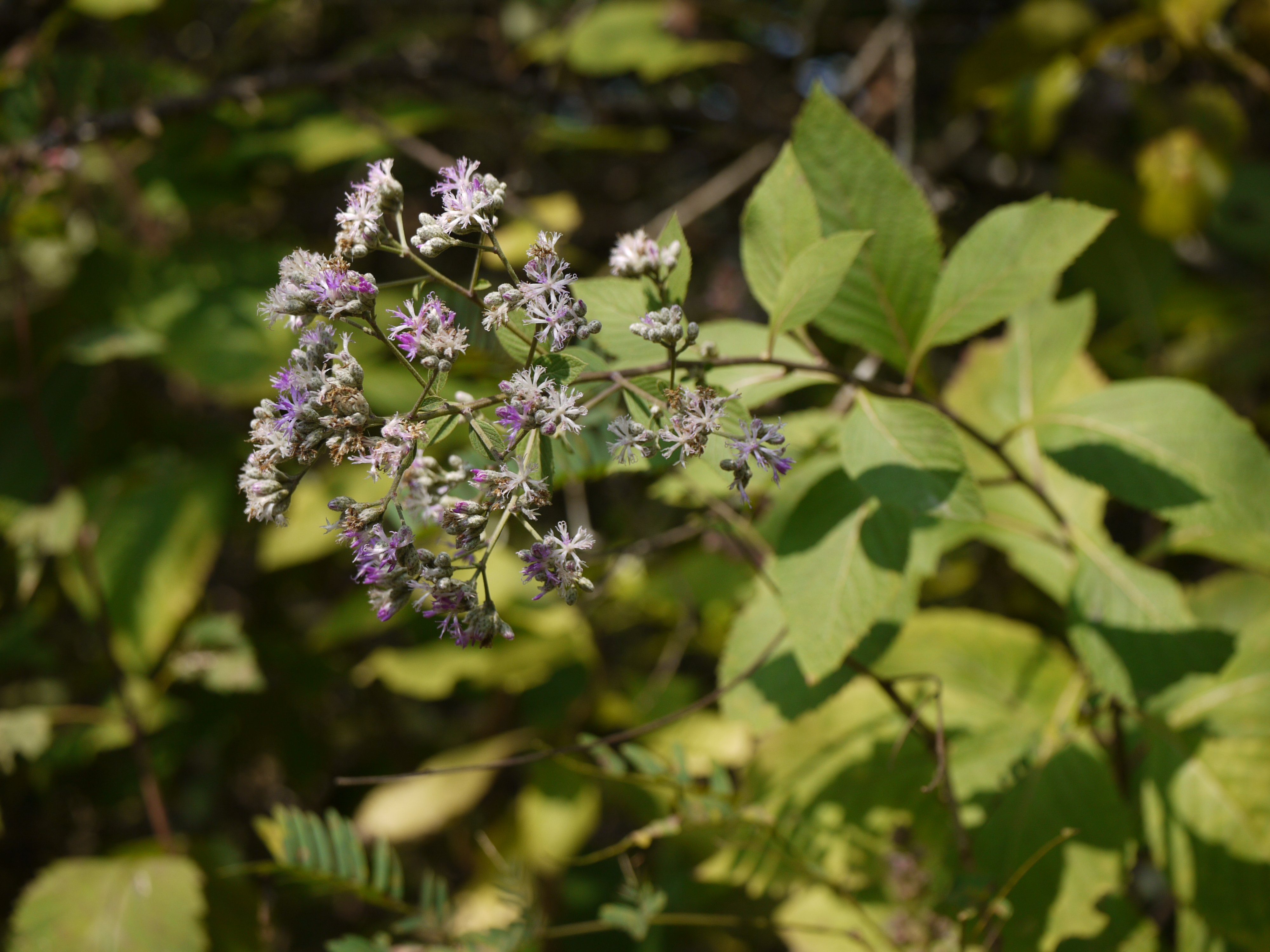
Acilepis divergens

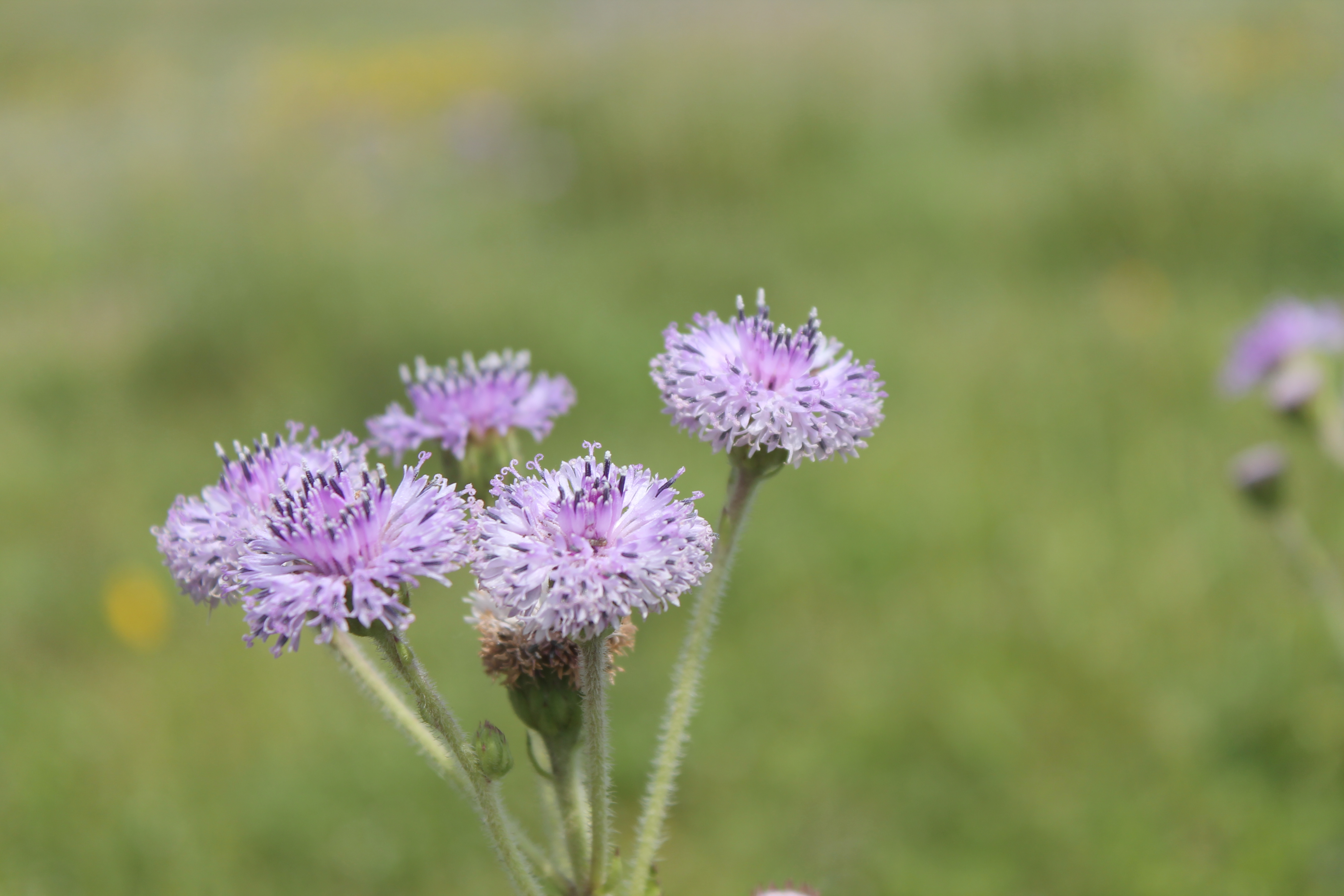
Adenoon indicum

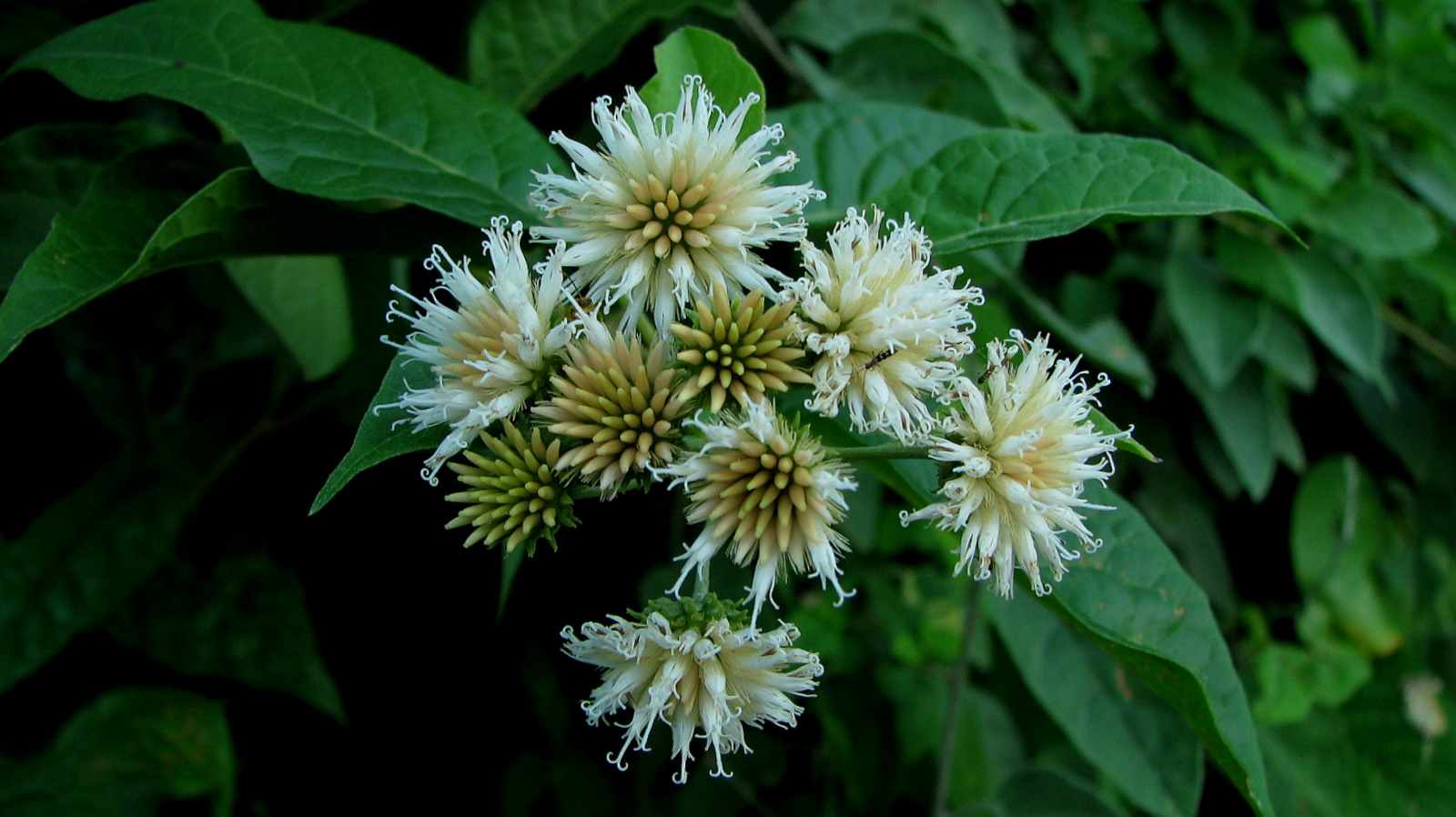
Albertinia brasiliensis

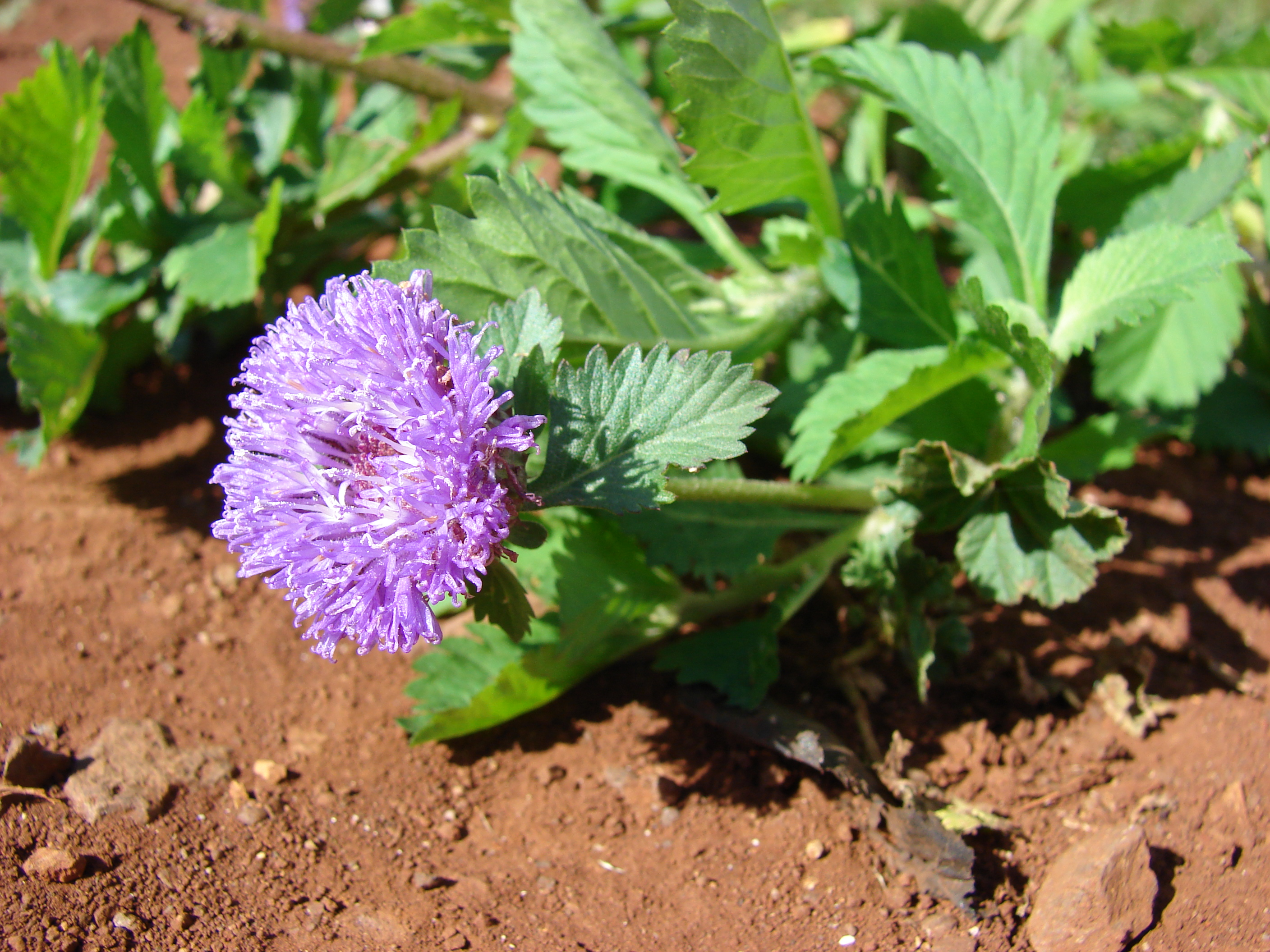
Centratherum punctatum subsp. punctatum

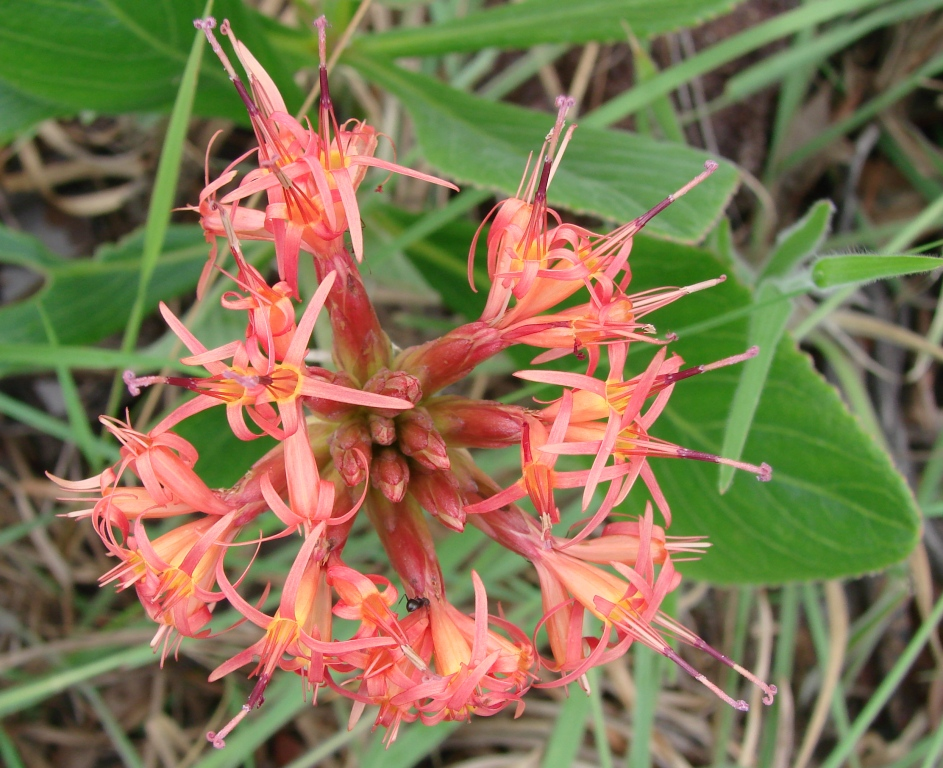
Chresta curumbensis

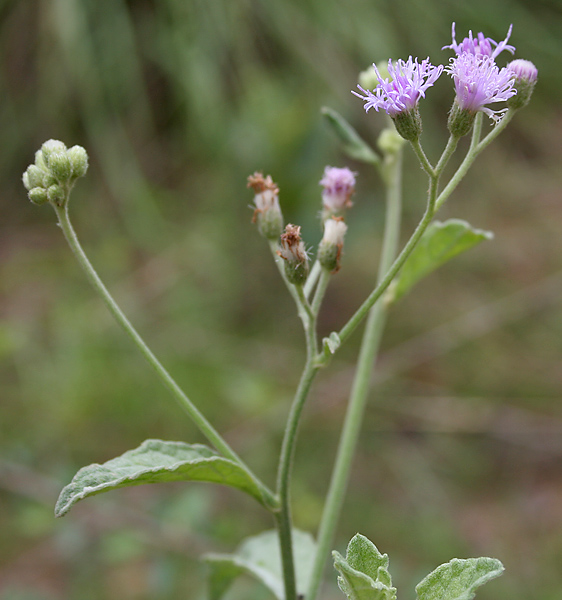
Cyanthillium cinereum

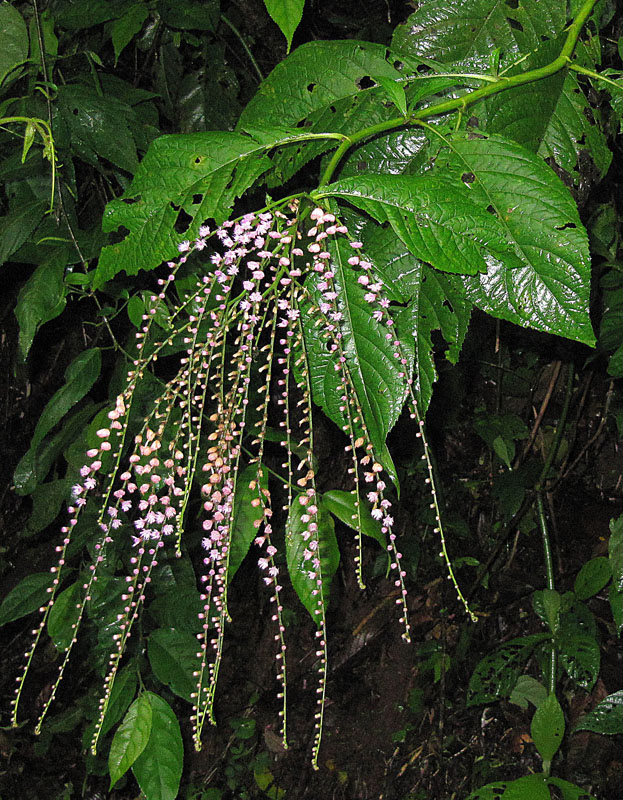
Eirmocephala brachiata

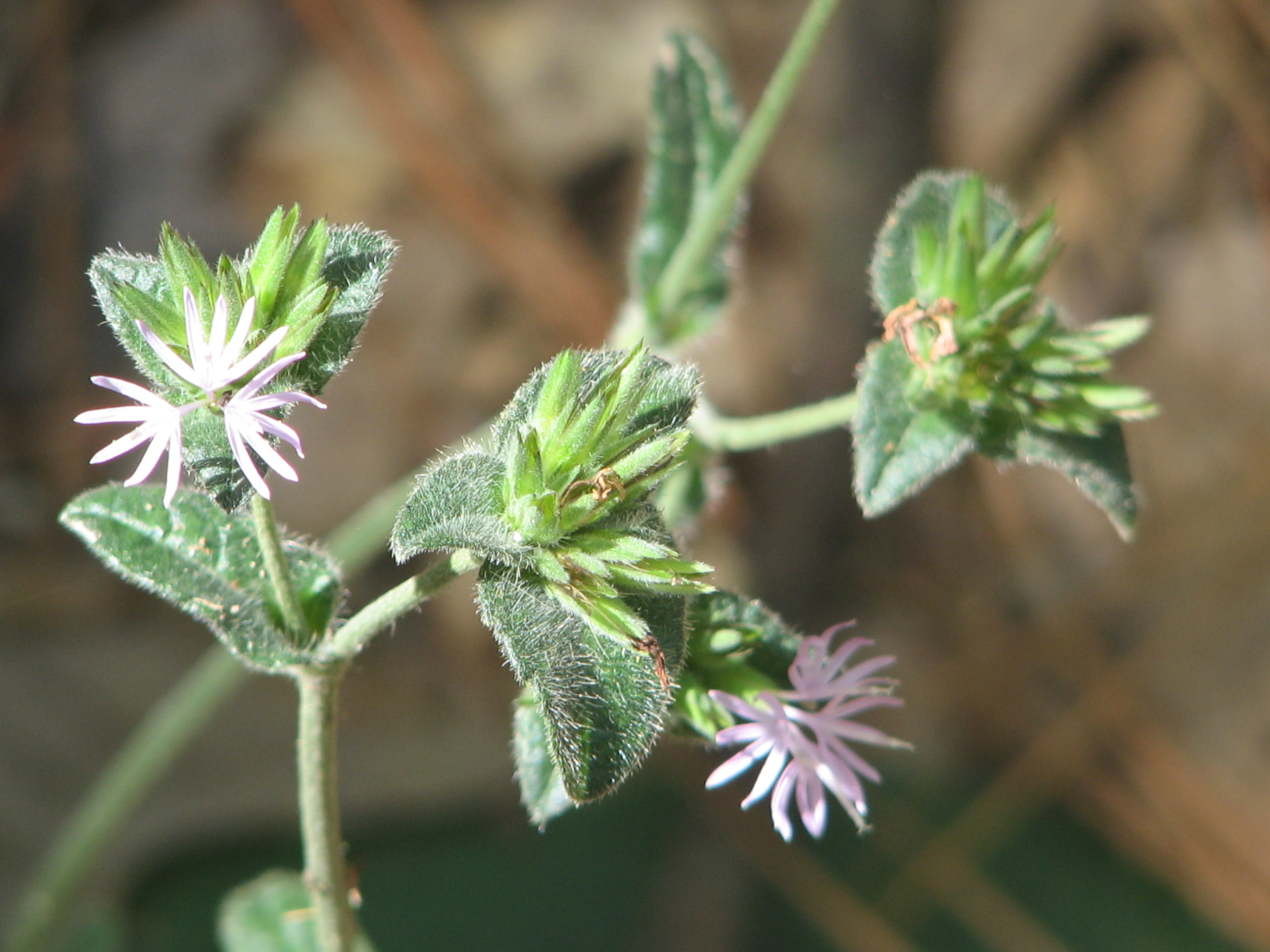
Elephantopus tomentosus

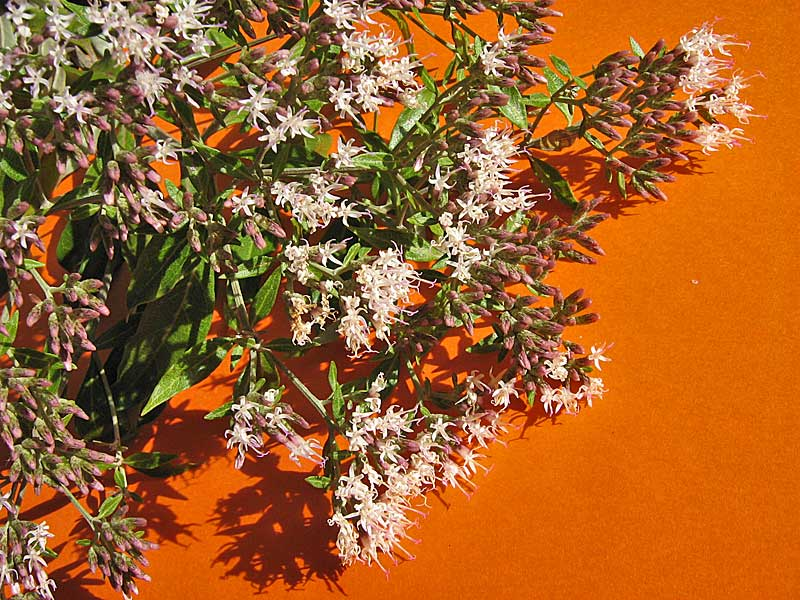
Eremanthus capitatus

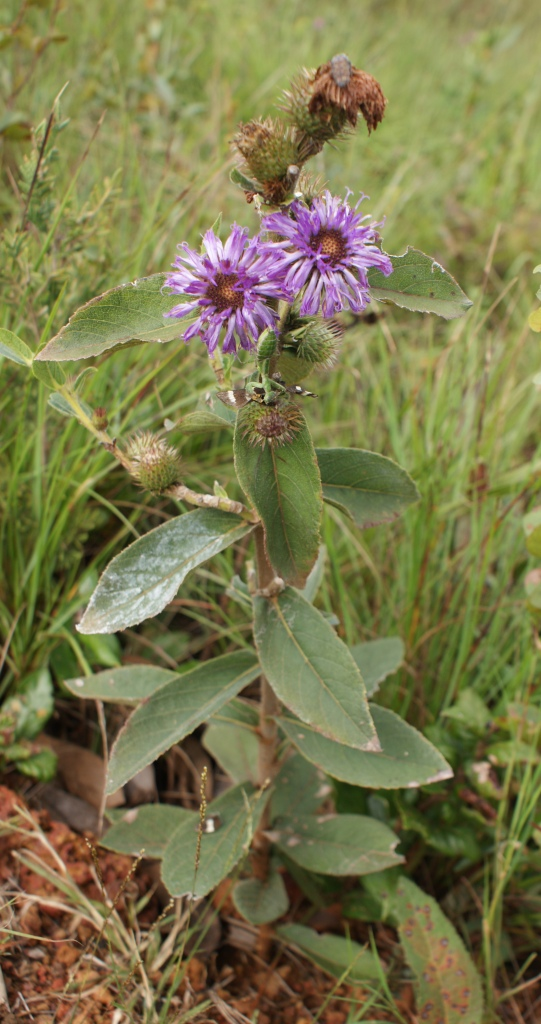
Lessingianthus roseus

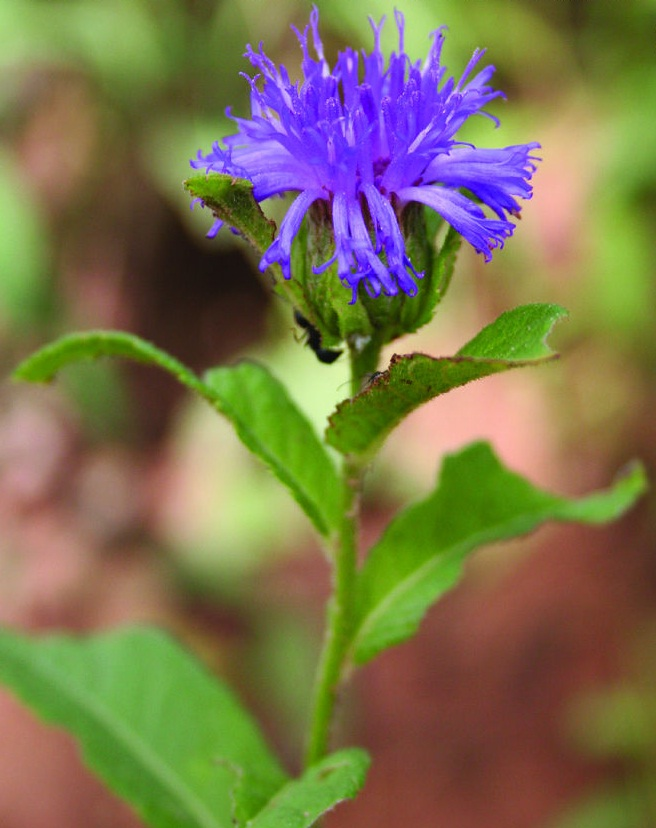
Nothovernonia purpurea

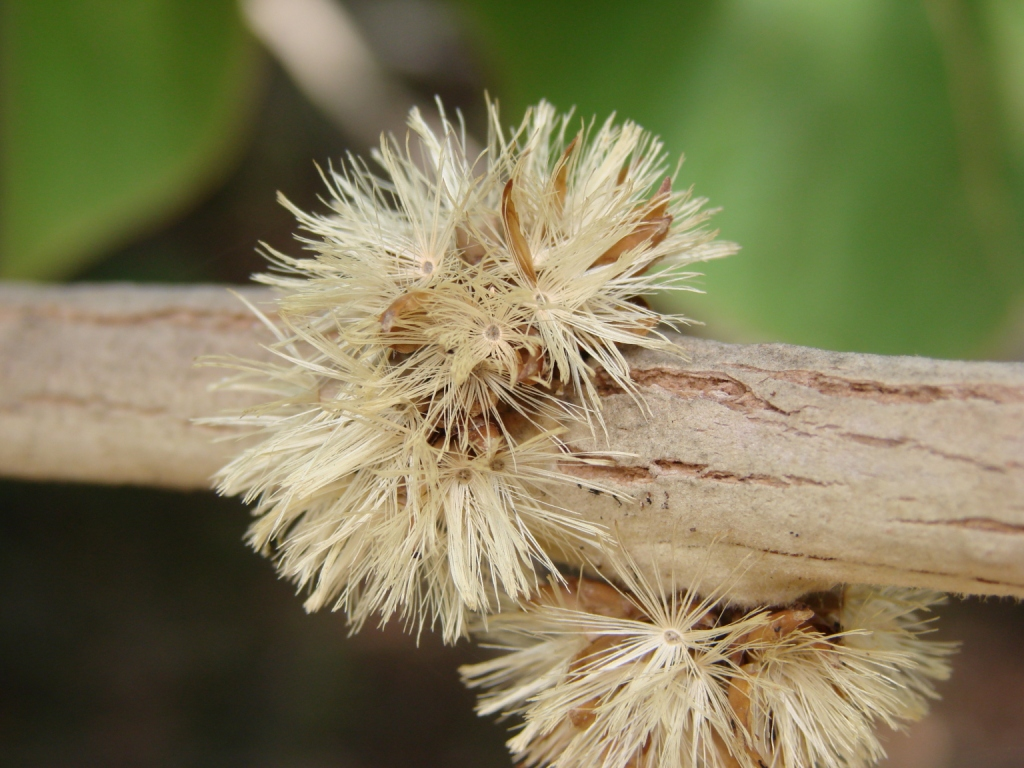
Piptocarpha rotundifolia

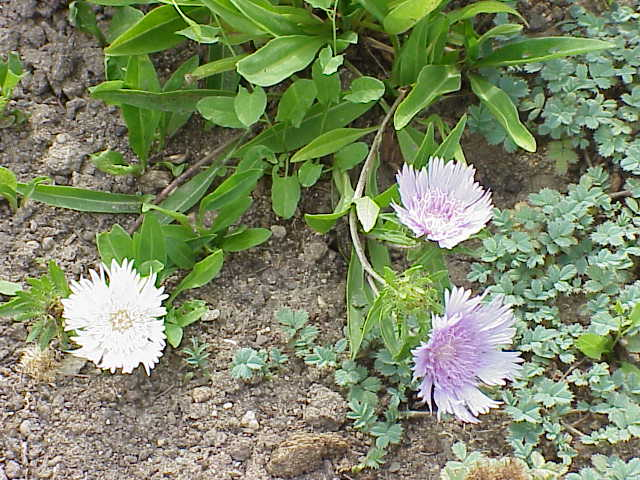
Stokesia laevis

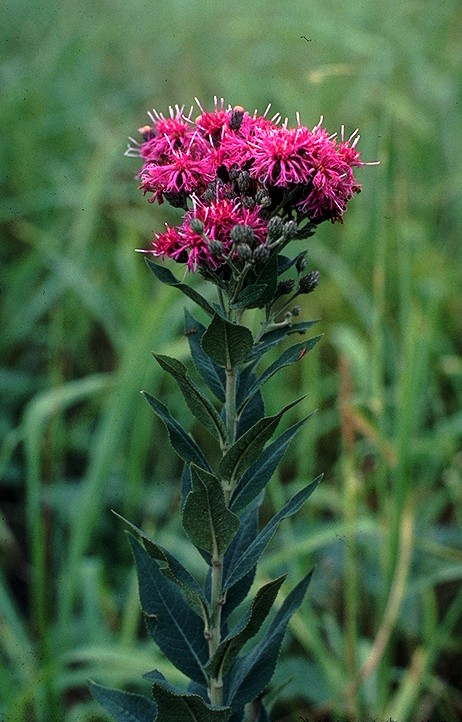
Blütenstand mit körbchenförmigen Teilblütenständen von Vernonia baldwinii

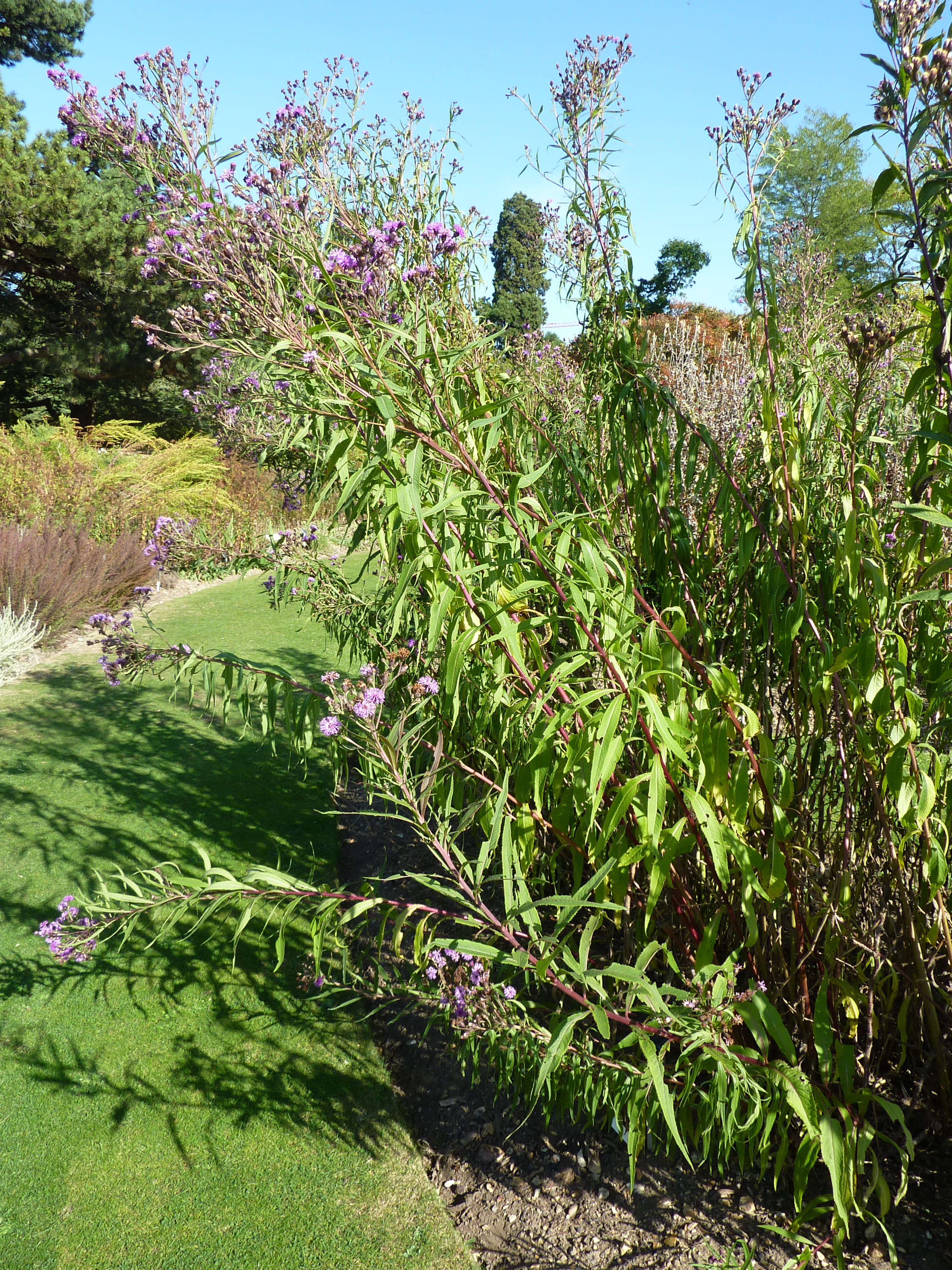
Vernonia gigantea

Hier eine Liste mit 118 Gattungen auf dem Stand von 1999 und ihre Verbreitung (Auswahl):
- Acanthodesmos C.D.Adams & M.C.du Quesnay
- Acilepidopsis H.Rob.: Sie enthält nur eine Art:
  - Acilepidopsis echitifolia (Mart. ex DC.) H.Rob.
- Acilepis D.Don: Die etwa 37 Arten gedeihen in gemäßigten bis tropischen Gebieten Asiens.
- Adenoon Dalzell: Sie enthält nur eine Art:
  - Adenoon indicum Dalzell
- Aedesia O.Hoffm.
- Ageratinastrum Mattf.
- Albertinia Spreng.: Sie enthält nur eine Art:
  - Albertinia brasiliensis Spreng.
- Ambassa Steetz: Sie enthält nur eine Art:
  - Ambassa hochstetteri Steetz
- Anteremanthus H.Rob.
- Aynia H.Rob.: Sie enthält nur eine Art:
  - Aynia pseudascaricida H.Rob.
- Baccharoides Moench
- Bechium DC.: Die etwa drei Arten kommen in Madagaskar vor.
- Blanchetia DC.
- Bolanosa A.Gray: Sie enthält nur eine Art:
  - Bolanosa coulteri A.Gray
- Bothriocline Oliv. ex Benth.
- Brachythrix Wild & Pope
- Brenandendron H.Rob.
- Caatinganthus H.Rob.
- Cabobanthus H.Rob.
- Camchaya Gagnep.: Die etwa neun Arten sind im tropischen Asien und in China verbreitet.
- Centauropsis Bojer ex DC.: Die etwa acht Arten kommen in Madagaskar vor.
- Centrapalus Cass.
- Centratherum Cass.: Die etwa fünf Arten kommen in Südamerika,[1] Myanmar und China vor.
- Chronopappus DC.: Sie enthält nur eine Art:
  - Chronopappus bifrons DC.
- Chresta Vell. ex DC.
- Critoniopsis Sch.Bip.: Die etwa 76 Arten sind in der Neotropis verbreitet. Es sind Sträucher oder kleine Bäume.
- Chrysolaena H.Rob.: Die neun Arten sind in Südamerika, hauptsächlich im südlichen Brasilien bis nördlichen Argentinien verbreitet.
- Cololobus H.Rob.
- Cuatrecasanthus H.Rob. Es sind Sträucher.
- Cyanthillium Blume:[1] Die nur drei Arten sind im tropischen Afrika, Madagaskar und Asien verbreitet. Darunter:
  - Cyanthillium cinereum (L.) H.Rob.: Sie ist pantropisch eine invasive Pflanze.
- Cyrtocymura H.Rob.[1]
- Dasyandantha H.Rob.: Sie enthält nur eine Art:
  - Dasyandantha cuatrecasasiana (Aristeg.) H.Rob.
- Dasyanthina H.Rob.
- Decastylocarpus Humb.: Sie enthält nur eine Art:
  - Decastylocarpus perrieri Humbert: Sie kommt in Madagaskar vor.
- Dewildemania O.Hoffm.
- Diaphractanthus Humb.: Sie enthält nur eine Art:
  - Diaphractanthus homolepis Humb.: Sie kommt in Madagaskar vor.
- Dipterocypsela S.F.Blake: Sie enthält nur eine Art:
  - Dipterocypsela succulenta S.F.Blake
- Distephanus Cass.: Die etwa 24 Arten sind in der Paläotropis verbreitet.
- Echinocoryne H.Rob.
- Eirmocephala H.Rob.[1]
- Elephantopus L.[1]
- Ekmania Gleason: Sie enthält nur eine Art:
  - Ekmania lepidota Gleason
- Eremanthus Less.
- Eremosis (DC.) Gleason (Syn.: Monosis sect. Eremosis DC., Turpinia Lex. non Vent, Vernonia sect. Eremosis (DC.) Sch. Bip.): Die etwa 85 Arten sind in der Neotropis weitverbreitet.[1]
- Erlangea Sch.Bip.: Die etwa sechs Arten sind im tropischen Afrika verbreitet.
- Ethulia L. f.: Die 19 Arten sind hauptsächlich im tropischen Afrika, aber auch im tropischen Asien verbreitet.
- Gorceixia Baker: Sie enthält nur eine Art:
  - Gorceixia decurrens Baker
- Gutenbergia Sch.Bip. ex Walp.
- Gymnanthemum Cass.
- Harleya S.F.Blake: Sie enthält nur eine Art:[1]
  - Harleya oxylepis (Benth.) S.F.Blake: Sie kommt in Zentralamerika in Guatemala sowie Belize vor.[1]
- Herderia Cass.: Sie enthält nur eine Art:
  - Herderia truncata Cass.
- Hesperomannia A.Gray
- Heterocoma DC. (Syn.: Alcantara Glaz. ex G.M.Barroso, Bishopalea H.Rob., Sipolisia Glaz., Xerxes J.R.Grant)
- Heterocypsela H.Rob.: Sie enthält nur eine Art:
  - Heterocypsela andersonii H.Rob.
- Hilliardiella H.Rob.
- Hololepis DC.
- Huberopappus Pruski: Sie enthält nur eine Art:
  - Huberopappus maigualidae Pruski
- Hystrichophora Mattf.: Sie enthält nur eine Art:
  - Hystrichophora macrophylla Mattf.
- Iodocephalus Thorel ex Gagnep.
- Irwinia G.M.Barroso: Sie enthält nur eine Art:
  - Irwinia coronata G.M.Barroso (Syn.: Blanchetia coronata (G.M.Barroso) Loeuille & Pirani)
- Joseanthus H.Rob. Es sind Sträucher oder Bäume.
- Kinghamia C.Jeffrey
- Koyamasia H.Rob.
- Lachnorhiza A.Rich.
- Lampropappus (O.Hoffm.) H.Rob.
- Lepidaploa (Cass.) Cass.:[1] Es gibt sowohl Sträucher als krautige Arten.
- Lepidonia S.F.Blake[1]
- Lessingianthus H.Rob.[1]
- Linzia Sch.Bip. ex Walpers
- Lychnophora Mart. (Syn.: Lychnophoriopsis Sch.Bip.)
- Manyonia H.Rob.: Sie enthält nur eine Art:
  - Manyonia peculiaris (Verdc.) H.Rob.
- Mattfeldanthus H.Rob. & R.M.King
- Mesanthophora H.Rob.
- Minasia H.Rob.
- Msuata O.Hoffm.: Sie enthält nur eine Art:
  - Msuata buettneri O.Hoffm.
- Muschleria S.Moore: Sie enthält nur eine Art:
  - Muschleria angolensis S.Moore
- Myanmaria H.Rob.: Sie enthält nur eine Art:
  - Myanmaria calycina (Wall. ex DC.) H.Rob.
- Neurolakis Mattf.: Sie enthält nur eine Art:
  - Neurolakis modesta Mattf.
- Nothovernonia H.Rob. & V.A.Funk: Diese 2011 aufgestellte Gattung ist mit nur zwei Arten im tropischen Afrika verbreitet.
- Oiospermum Less.
- Oliganthes Cass.: Die etwa neun Arten kommen in Madagaskar vor.
- Omphalopappus O.Hoffm.: Sie enthält nur eine Art:
  - Omphalopappus newtonii O.Hoffm.
- Oocephala (S.B.Jones) H.Rob.
- Orbivestus H.Rob.
- Orthopappus Gleason: Sie enthält nur eine Art:[1]
  - Orthopappus angustifolius (Sw.) Gleason: Sie ist in der Neotropis weitverbreitet.[1]
- Pacourina Aubl.: Sie enthält nur eine Art:[1]
  - Pacourina edulis Aubl.
- Paurolepis S.Moore: Sie enthält nur eine Art:
  - Paurolepis filifolia (R.E.Fr.) Wild & G.V.Pope
- Phyllocephalum Blume
- Piptocarpha R.Br.[1]
- Piptocoma Cass.[1]
- Piptolepis Sch.Bip.
- Pithecoseris Mart. ex DC.: Sie enthält nur eine Art:
  - Pithecoseris pacourinoides Mart. ex DC. (Syn.: Chresta pacourinoides (Mart. ex DC.) Siniscalchi & Loeuille)
- Pleurocarpaea Benth.
- Polydora Fenzl
- Prestelia Sch.Bip.
- Proteopsis Mart. & Zucc. ex Sch.Bip.
- Pseudelephantopus Rohr[1]
- Pseudopiptocarpha H.Rob.
- Quechualia H.Rob.
- Rastrophyllum Wild & Pope
- Rolandra Rottb.: Sie enthält nur eine Art:[1]
  - Rolandra fruticosa (L.) Kuntze
- Soaresia Sch.Bip.: Sie enthält nur eine Art:
  - Soaresia velutina Sch.Bip.
- Spiracantha Kunth: Sie enthält nur eine Art:[1]
  - Spiracantha cornifolia Kunth
- Stenocephalum Sch.Bip.: Sie enthält nur eine Art:[1]
  - Stenocephalum jucundum (Gleason) H.Rob. (Syn.: Vernonia jucunda Gleason, Vernonia llanorum V.M.Badillo, Vernonia spinulosa Gleason): Sie ist in der Neotropis weitverbreitet.[1]
- Stilpnopappus Mart. ex DC.
- Stokesia L'Hèr.: Sie enthält nur eine Art:
  - Kornblumenaster (Stokesia laevis (Hill) Greene): Sie gedeiht in Höhenlagen von 10 bis 100 Metern in den südlichen US-Bundesstaaten Alabama, Florida, Georgia, Louisiana, Mississippi sowie South Carolina.[10]
- Stramentopappus H.Rob. & V.A.Funk
- Struchium P.Browne (Syn.: Athenaea Adans., Sparganophorus Boehm.): Sie enthält nur eine Art:[1]
  - Struchium sparganophorum (L.) Kuntze: Sie ist in der Neotropis, Afrika und Asien weitverbreitet.[1]
- Telmatophila Mart. ex Baker: Sie enthält nur eine Art:
  - Telmatophila scolymastrum Mart. ex Baker
- Trepadonia H.Rob.
- Trichospira Kunth: Sie enthält nur eine Art:[1]
  - Trichospira verticillata S.F.Blake: Sie ist in der Neotropis weitverbreitet.[1]
- Vernonanthura H.Rob.
- Vernonella Sond.
- Scheinastern (Vernonia Schreb.):[1] Sie enthält nach Ausgliederung von einigen Gattungen nur noch etwa 20 Arten. Es sind große, ausdauernde krautige Pflanzen.
- Vernoniastrum H.Rob.
- Xiphochaeta Poepp.: Sie enthält nur eine Art:
  - Xiphochaeta aquatica Poepp. & Endl.

## Nutzung
Einige Arten werden in Zentral- und Westafrika als Blattgemüse gegessen, wie etwa Gymnanthemum amygdalinum (Delile) Sch. Bip. ex Walp., Syn.: Vernonia amygdalina Delile = (Bitterspinat, Ndolé). Vernonia arkansana DC. wird in den gemäßigten Gebieten als Zierpflanze verwendet.

## Weiterführende Literatur
- Harold Ernest Robinson: The status of generic and subtribal revisions in the Vernonieae. In: D. J. N. Hind, H. J. Beentje (Hrsg.): Compositae: Systematics. in Proceedings of the International Compositae Conference, Key, 1994. Volume 1, S. 511–529. Royal Botanic Gardens, Kew, 1996.
- Yilin Chen, Michael G. Gilbert: Asteraceae. In: Wu Zheng-yi, Peter H. Raven, Deyuan Hong (Hrsg.): Flora of China. Volume 20–21, Science Press und Missouri Botanical Garden Press, Beijing und St. Louis, 2011, ISBN 978-1-935641-07-0.Tribe Vernonieae., S. 354 – textgleich online wie gedrucktes Werk.
- M. Monge, D. P. Volet, J. Semir: Five new species of Vernonieae (Asteraceae) from Espírito Santo, Brazil. In: Rodriguésia, Volume 69, Issue 2, 2018, S. 595–610. doi:10.1590/2175-7860201869224